# Eucharassus hovorei
Eucharassus hovorei là một loài bọ cánh cứng trong họ Cerambycidae.